# ناصر سالاری
ناصر سالاری (زادهٔ ۴ اسفند ۱۳۶۵ در تهران) بازیکن فوتبال (دروازه‌بان)اهل ایران است.
وی سابقه عضویت در تیم‌های استقلال اهواز، صبا باتری، فجر شهید سپاسی، ایرانجوان بوشهر، ماشین‌سازی تبریز، اکسین البرز، پارس جنوبی جم، خونه به خونه، فولاد خوزستان و مس رفسنجان را دارد.

#### تراکتور
سالاری در مهرماه سال ۱۴۰۰ پس از توافق با نظمی مدیرعامل وقت تراکتور به این تیم پیوست.